# 埃米莉·马圭尔
埃米莉·马圭尔（英語：Emily Maguire，1987年12月17日—），英国女子曲棍球运动员。她曾代表英国国家队参加2012年夏季奥林匹克运动会曲棍球比赛，结果队伍获得一枚铜牌。